# David von Büren

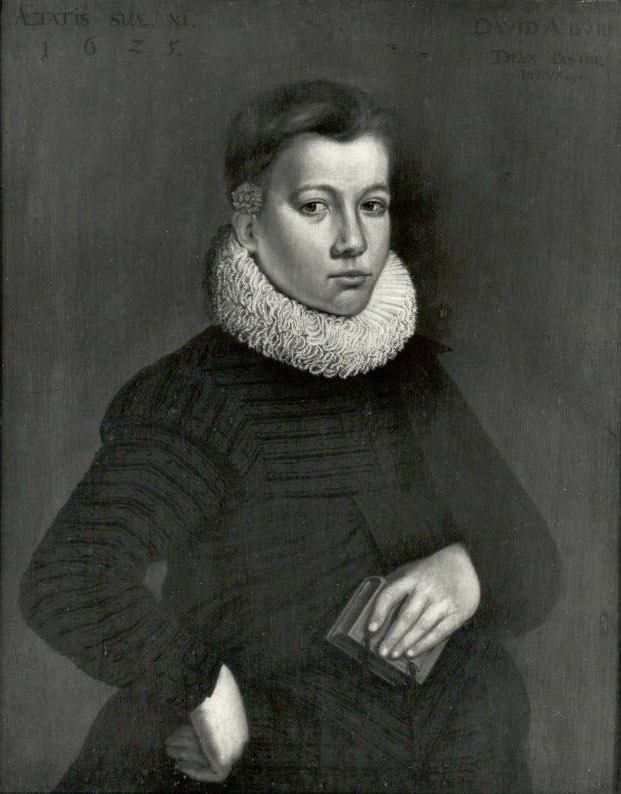
David von Büren, anonymes Bildnis (1625)

David von Büren (12. Februar 1614 – 31. Dezember 1659) war ein Schweizer Politiker, Landvogt und Berner Grossrat aus der Berner Patrizierfamilie Büren.

## Leben
Büren war der Sohn des Venners Johann von Büren. Ab 1635 war er bernischer Grossrat (Vertreter des Schmieden-, 1636 des Pfisternviertels), 1637 Grossweibel, von 1647 bis 1649 und 1657 Sechzehner, 1650 Kleinrat, 1658 Venner. 1640 wurde er Landvogt in Romainmôtier, 1650 in Lausanne.
Er heiratete 1633 Margarete von Bonstetten, Tochter des Karl von Bonstetten, Berner Ratsherr und Freiherr von Vaumarcus. Durch seine Gattin kam er zur Herrschaft Vaumarcus. 1659 erlangte er durch Leopold I. den Titel eines erblichen Reichsfreiherren.
In Bürens Amtszeit als Grossweibel fiel der Prozess gegen Johann Frischherz, was ihn später als Mitglied der Sechzehner zu besonderer Aufmerksamkeit bei den Ratswahlen bewog.